# Parisholmane
Parisholmane est une île norvégienne du comté de Hordaland appartenant administrativement à Herdla.

## Description
Rocheuse et couverte d'une légère végétation, elle s'étend sur environ 173 m de longueur pour une largeur approximative de 106 m. 